# Göltzschtalbrücke
Le Göltzschtalbrücke (pont de la vallée du Göltzsch (de)) est le plus grand pont en brique du monde. Situé dans le land de Saxe en Allemagne, sur la ligne de Leipzig à Hof entre Reichenbach im Vogtland et Netzschkau, ce pont de chemin de fer a une longueur de 574 m et une hauteur de 78 m, sur quatre étages et 81 arches. La pose de la première pierre du Göltzschtalbrücke eut lieu le 31 mai 1846. Il fut construit entre 1846 et 1851, utilisant plus de 26 millions de briques. Il était à l'époque le plus haut pont ferroviaire jamais construit.

## Historique
Ce pont à voûtes multiples, chef-d'œuvre de l'ingénieur J. A. Schubert, est l’un des premiers viaducs d'Allemagne entièrement conçu à partir de calculs de statique. Depuis son ouverture au trafic ferroviaire le 15 juillet 1851, cet ouvrage d'art est toujours en service, même si quelques mesures de renforcement marginales ont dû être prises pour répondre aux exigences des trains actuels.

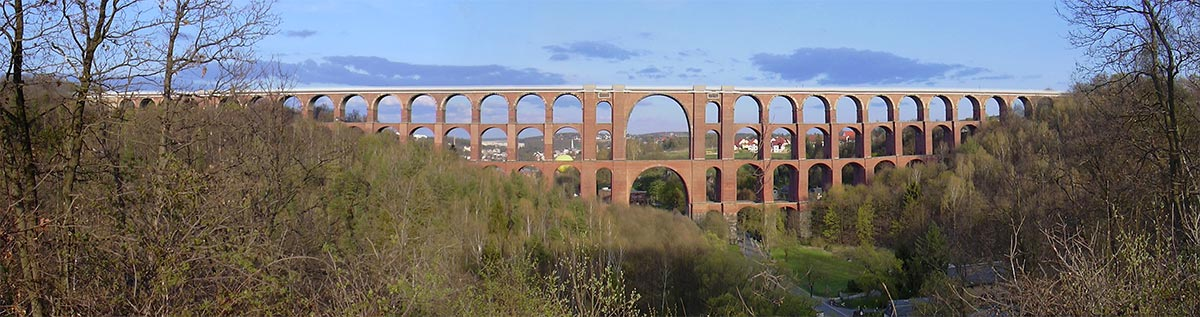
Vue panoramique à 500 m du côté nord-ouest du pont.

Autre vue légèrement différente.

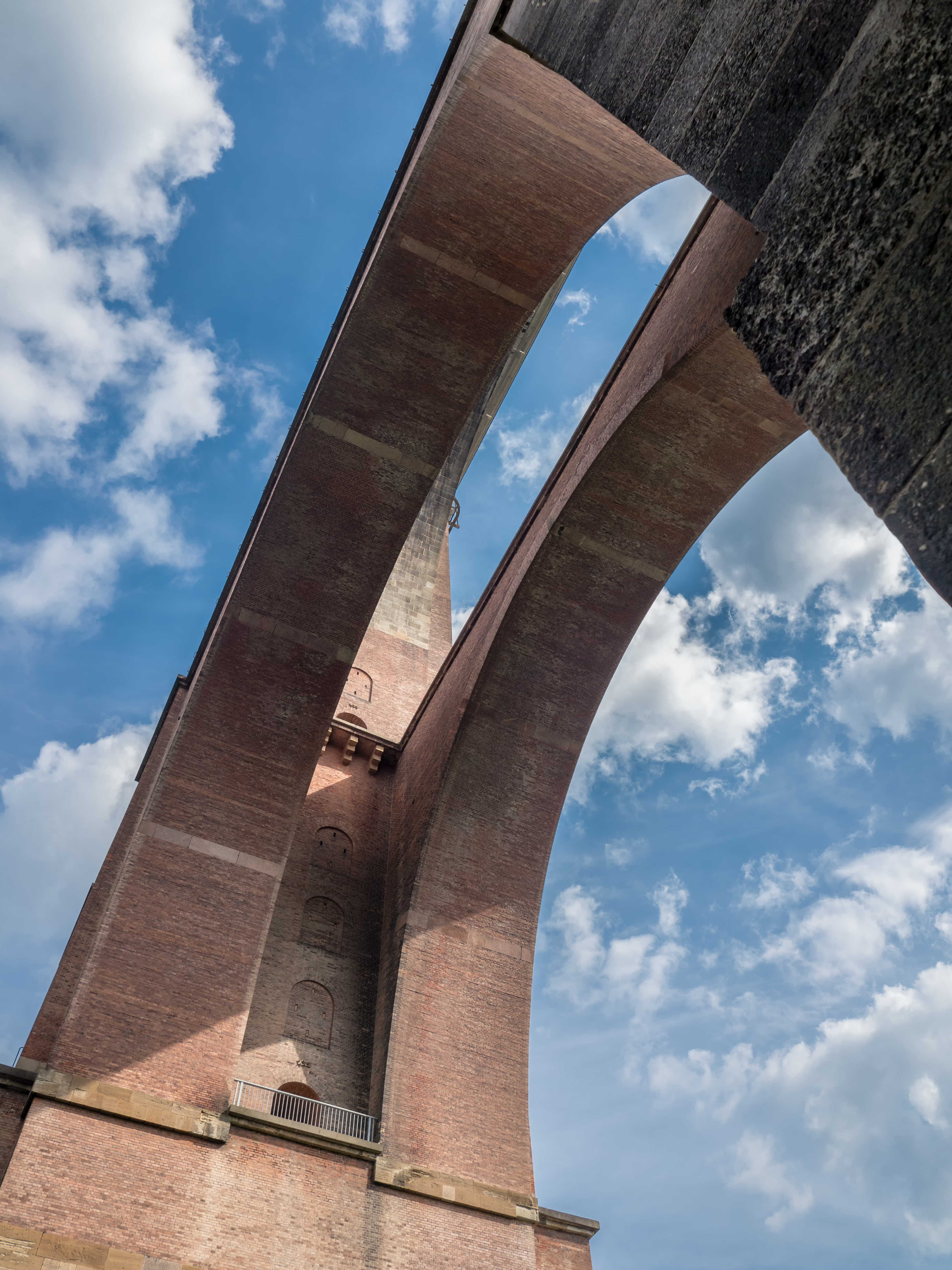
Vue d'une des arches du pont.

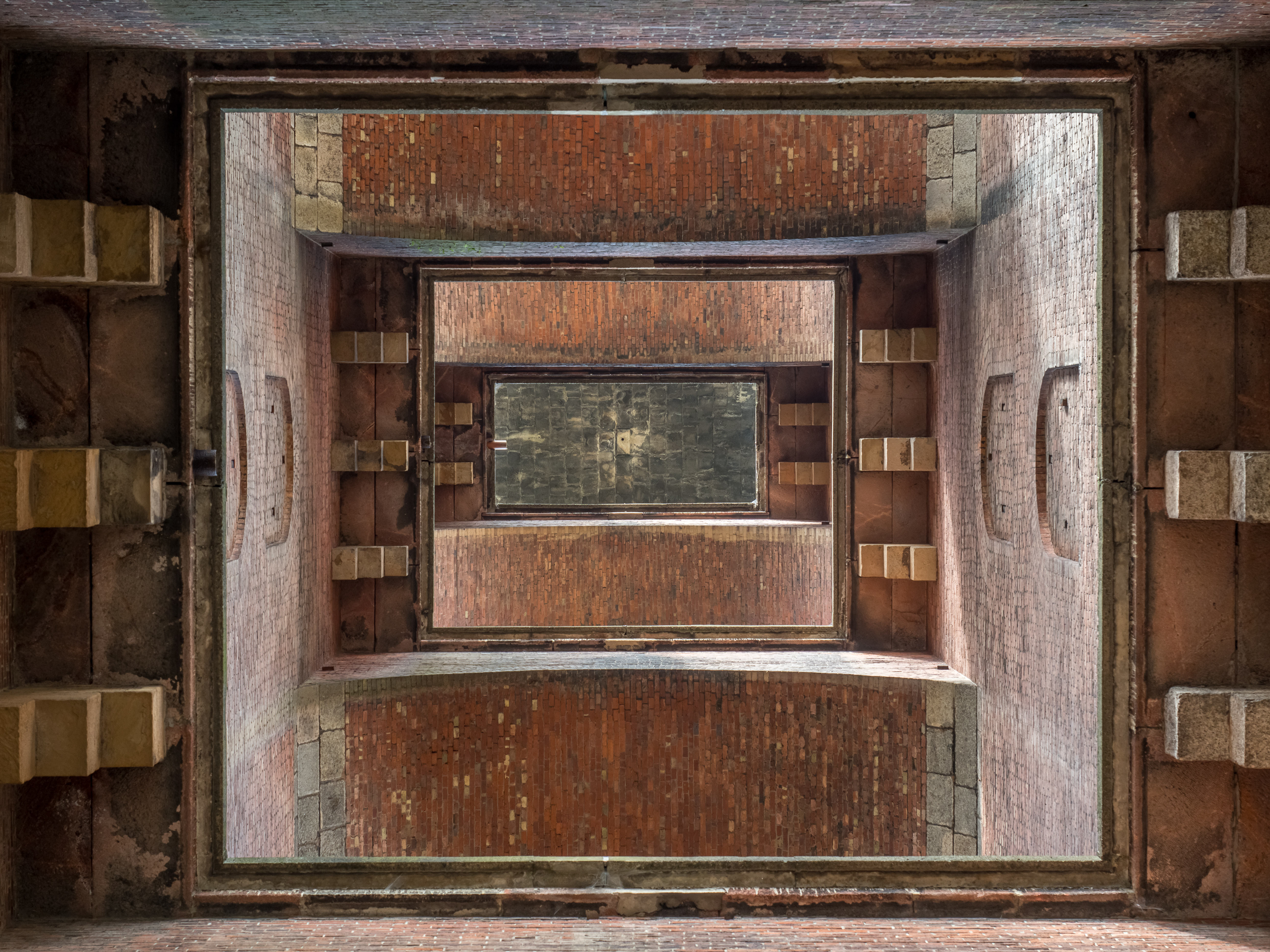
À travers les piliers du pont.